# Elohistički dokument
Elohistički dokument (elohistička predaja) jedan je od četiri pisanih izvora Petoknjižja, tj. njegova anonimnog autora. Ime proizlazi iz oznake za Boga Elohim (אֱלֹהִים), koja je upotrijebljena u Biblijskoj prapovijesti i u pričama o praocima Izraela. Oznaka za ovaj dokument je "E". Četiri pisana izvora Petoknjižja su: spisi Jahvist (J), elohistički spis (E), deuteronomistička predaja (D) i svećenička predaja (P).

## Povijest elohističke predaje
U biblijskoj znanosti elohistički dokument je dokument naziv za izvor, pisca ili predaju obilježenu uporabom Božjeg imena Elohim. Smatra se da se razvila u Kraljevstvu Izrael oko 750. pr. Kr., prije pada Samarije pod asirsku vlast. Nakon toga se u Jeruzalemu elohistička predaja spojila s jahvističkom te je tako nastala jahvističko-elohistička redakcija.

## Sadržaj i teologija
Djelo elohista počinje Abrahamovim pozivom pa ne sadrži prapovijest. S tog stajališta nedostaje mu univerzalistički pogled jahvista. Elohist također ne pokazuje teološke dubine jahvista kao ni njegove književne sposobnosti. 
Nasuprot jahvistu, svomu prethodniku, elohist naglašava duhovnost Boga čija se slika ne smije praviti jer ga se ne može vidjeti. Bog ne govori više neposredno čovjeku, objavljuje se u snovima, posredstvom anđela ili glasom s neba. Svjestan je grijeha i radikalne izopačenosti u koje čovjek zapada, odatle njegova jasna tendencija protiv drugih bogova. U objavi i u Zakonu koji je utemeljen na dekalogu, moralni su zahtjevi izraz Božje volje. Kultni vid stupa u pozadinu. Elohist naglašava udaljenost između Boga i ljudi barem u usporedbi s jahvistom.
Izgubljena neposrednost s Bogom i s njegovom objavljenom riječju kod elohista ne djeluje odveć hladno. Time se svakako ističe poseban položaj Mojsija. Mojsiju je bilo objavljeno Božje ime Jahve. Jedini je on mogao govoriti s Bogom "iz usta u usta" i "gledati lik Jahvin" (Br 12, 8). Elohist i Abrahama zove prorokom (Post 20, 7), Mirjam proročicom (Izl 15, 20). Važnost koju elohist pripisuje proroku i njegovoj službi morala je utjecati na razvoj proročkog pokreta u Izraelu.